# Harry Potter og Halvblodsprinsen (film)
| Portal | Portal:Harry Potter |

Harry Potter og Halvblodsprinsen (engelsk: Harry Potter and the Half-Blood Prince) er en film fra 2009 instrueret af David Yates. Den er baseret på J.K. Rowlings roman fra 2005 af samme navn, den sjette bog i Harry Potter-serien. Filmen var oprindeligt sat til at udkomme 21. november 2008, Warner Bros. besluttede at skubbe filmens premiere til den 17. juli 2009.

## Handling
Sommerferien / Schnobbevom / Vindelhuset
Som sædvanligt skal Harry Potter holde sommerferie hos sin skrækkelige familie på Ligustervænget. Efter få uger kommer Albus Dumbledore ham heldigvis til undsætning. Sammen tager de ud for at overtale en tidligere lærer (Horatio Schnobbevom) til at komme tilbage til Hogwarts for at undervise. Da dette er overstået, tager Dumbledore Harry med til Vindelhuset, hvor Ron Weasley og hele hans familie bor, og hvor Hermione Granger også er ankommet til. Inden Dumbledore afleverer Harry Potter hos familien Weasley, fortæller han, at han ønsker at give Harry enetimer, når de vender tilbage til Hogwarts.
Diagonalstæde / Borgin & Burkes
En af de sidste dage, inden skolen begynder, tager familien Weasley Hermione og Harry med ind til Diagonalstræde for at købe skolebøger. Halvkæmpen Hagrid er med for at beskytte Harry, da Lord Voldemort og hans Dødsgardister i den seneste tid har stået bag en del drab på mugglere (ikke-magikere). Alle mugglere anses derfor for at være i fare, og det gælder især Harry, da det er blevet spået (af Sibyll Trelawney, lærer på Hogwarts), at han er den udvalgte, som skal dræbe Lord Voldemort. I Diagonalstræde opdager Harry Draco Malfoy, der sniger sig ind i en butik, som sælger skumle ting. Harry, Ron og Hermione lister sig efter ham med usynlighedskappen på. Ved hjælp af forlængede ører hører de Malfoy true ekspedienten og tvinge ham til at forklare, hvordan man reparerer et eller andet.
På Hogwarts-Ekspressen / Slytherin kupéen & Draco Malfoy
Et par dage senere afgår Hogwartsekspressen fra perron ni trekvart med alle eleverne ombord og med kurs mod Hogwarts. Under turen sniger Harry sig under usynlighedskappen ind i kupéen, hvor Slytherineleverne holder til, deriblandt også Malfoy. Harry overhører Malfoy snakke med sine venner om Lord Voldemort, hvilket forstærker Harrys teori om, at Malfoy er Dødsgardist ligesom sin far, der sidder i troldmandsfængslet Azkaban.
Halvblodsprinsen
Under festmåltidet på Hogwarts holder Dumbledore en tale, hvori han til stor overraskelse for eleverne afslører, at det er Horatio Schnobbevom, som skal overtage jobbet fra Severus Snape som eliksirlærer, mens Snape derimod skal undervise i Forsvar mod Mørkets Kræfter. Det betyder, at Harry og Ron nu kan have eliksirer, da deres karakterer, ifølge Schnobbevom, er gode nok. Eliksirer er nemlig et vigtigt fag for Harry, som han får brug for i fremtiden, da han ønsker at blive Auror. Harry og Ron låner skolens eliksirbøger, for da de ikke var forberedte på at skulle have Eliksirer, har de ikke købt bøger til dette fag. I Harrys bog er der nedskrevet små notater, som Harry først er irriteret over, men da han i en eliksirtime følger de nedskrevne notater, i stedet for de oprindelige, får han langt bedre resultater med sin eliksir, end han ellers ville have gjort. Lige pludselig bliver han Professor Schnobbevoms yndlingselev, da hans eliksirer bliver de bedste hver gang, hvilket undrer Snape en del, da han finder ud af dette, da han efter Professor Snape var en dårlig elev. Bag i eliksirbogen opdager Harry, at den tidligere ejer har skrevet sit navn: Halvblodsprinsen.
Enetimerne / Voldemorts fortid / Horcrux'erne
Harry bliver inviteret op på Dumbledores kontor til sin første enetime med ham. I denne og de følgende timer dykker Harry og Dumbledore ned i Mindekarret, som er et kar fuld af Dumbledores minder fra fortiden. Her dykker de ned for at undersøge Voldemorts fortid. Hvordan hans mor havde født Voldemort og derefter døde på et børnehjem, hvor han befandt sig indtil Dumbledore hentede ham for at føre ham til Hogwarts og for at fortælle ham, at han var en troldmand. De så også hvordan Voldemort, efter han havde forladt Hogwarts havde spaltet sin sjæl i syv dele kaldet Horcruxer. Af disse syv Horcruxer var de to allerede ødelagt og en af dem befandt sig stadig i Voldemort, men de sidste fire manglede Dumbledore stadig at finde og destruere, hvorefter han lovede, at Harry måtte komme med, hvis Dumbledore fandt en Horcrux.
Harry hører Snape skælde ud
Harry troede modsat sine venner på, at Malfoy pønsede på noget, så derfor begyndte han at kigge efter ham på Røverkortet, som han havde fået af Rons brødre, Fred og George Weasley, i det tredje skoleår (Harry Potter og Fangen fra Azkaban). Men til stor overraskelse var det ikke altid at han kunne se Malfoy på kortet, selvom det var umuligt at komme ud og ind af Hogwarts' område. Han finder senere ud af, at Malfoy bruger det selv samme rum, som Harry og D.A. (Dumbledores Armé) brugte på femte skoleår: Fornødenhedsrummet. Og da han en dag overhører Snape skælde ud på Draco, hvor de i en samtale beskriver en mission fra Voldemort, styrter Harry Potter op til Dumbledore for at fortælle ham, hvad han har hørt. Men Dumbledore har som altid fuld tillid til Snape, så han tror ikke, at Snape skulle være på den mørke side.
Ron råber: Vi vandt, vi vandt
Harry begynder så at opdage sine følelser for Rons lillesøster Ginny Weasley men da Ron havde været meget grov over for Ginnys forhenværende kæreste, tør Harry ikke sige noget.
En dag, hvor der skal være Quiditchkamp, får Harry en eftersidning af Severus Snape. Ginny skal så være afløser for Harry.
Da Harry kommer træt ud fra kontoret, går han ned til opholdsstuen.
Da han kommer ind råber Ron: Vi vandt, vi vandt, og stolt kommer Ginny løbene over og omfavner Harry, og uden at tænke over det, kysser Harry hende.
Ron er chokeret, men siger så at det er okay.
Snape dræber Dumbledore
Pludselig en dag skal Harry op på Dumbledores kontor. Her fortæller Dumbledore, at han regner med, at der er en Horcrux i en grotte, hvor Voldemort havde været som barn. Derfor tager de nu af sted mod grotten for at finde og destruere Horcruxen. Først skal de dog klare en mængde forhindringer inden de kommer til en stor mørk sø, hvori der i midten er en grøn ø. Efter at Dumbledore har fået en båd frem i vandet, sejler de ud til øen, hvor der er noget eliksir lige over Horcruxen. Dumbledore tvinger sig selv til at drikke dette for at Harry kan tage Horcruxen. Imens han gør dette, bliver han svagere og svagere. Da Harry tager Horcruxen, springer en masse lig op af vandet, og Harry er lige ved at give efter og blive slæbt ned i vandet af ligene, men så vågner Dumbledore og bruger de sidste kræfter på at fremtrylle en ildring omkring ham og Harry, der følger dem over vandet og ud af grotten igen. De har Horcruxen. Harry skynder sig at få ham og den meget svage Dumbledore tilbage til Hogsmeade, men da de ser op mod slottet er deres værste mareridt kommet til live, da Mørkets Tegn hænger over Hogwarts (et tegn der viser, at Dødsgardisterne er til stede/eller at nogle er døde). Harry og Dumbledore skynder sig op til skolens højeste tårn, men Draco dukker pludselig op og afvæbner Dumbledore, der lige når at lamme Harry under sin usynlighedskappe. Draco er nødt til at slå Dumbledore ihjel, da det er en ordre fra Voldemort. Han tøver meget, for han kan ikke få sig selv til at slå ham ihjel. Dumbledore snakker med Draco; fortæller ham, at han har et valg. Draco siger til Dumbledore, at han bliver nødt til at gøre det, ellers vil Voldemort slå ham ihjel. Dumbledore forklarer ham, at han vil gøre alt i sin magt for at beskytte ham. Og da Draco stadig holder igen, dukker en flok dødsgardister heriblandt Snape op, der dræber Dumbledore med Avada Kedavra, dræberforbandelsen. Dumbledore er død. Inde på slottet er nogle medlemmer af lærerstaben, Fønixordenen og D.A. stadig i gang med at kæmpe mod Dødsgardisterne, som de til sidst får jaget væk.
Sedlen
Da Harry endelig bliver befriet, og kan gå igen, løber han efter Snape og Draco, som er på vej væk fra Hogwarts. De andre Dødsgardister har fået besked på ikke at dræbe ham, for det vil Voldemort selv gøre.
Da det hele er overstået, åbner Harry Horcruxen, men deri ligger kun en seddel, hvorpå der står, at en person allerede har fundet den og har tænkt sig at destruere den.
Drengen der overlevede

Et par dage senere bliver der holdt en enorm begravelse for Dumbledore. En udendørs ceremoni, hvor alle – lige fra eleverne til Dyndfolket – er inviteret. Det er stadig uvist om skolen lukker eller ej, men Harry fortæller Hermione og Ron, at det i hvert fald er sikkert, at han ikke vil tilbage til Hogwarts næste år. I stedet vil han besøge sin mors og fars grav, som han aldrig har haft mulighed for at besøge, og derefter vil han finde og ødelægge de sidste Horcruxer og derved dræbe Voldemort. For han var drengen der overlevede, og profetien siger, at Harry Potter og Lord Voldemort ikke begge kan leve.

## Medvirkende
| Rolle               | Skuespiller          | Noter                                                                                       |
| ------------------- | -------------------- | ------------------------------------------------------------------------------------------- |
| Harry Potter        | Daniel Radcliffe     | Seriens hovedperson.                                                                        |
| Ron Weasley         | Rupert Grint         | En af Harrys to bedste venner.                                                              |
| Hermione Granger    | Emma Watson          | En af Harrys to bedste venner.                                                              |
| Albus Dumbledore    | Michael Gambon       | Den legendariske rektor på Hogwarts.                                                        |
| Horatio Schnobbevom | Jim Broadbent        | Den nyudnævnte Eliksir-mester, en stilling han havde haft før.                              |
| Severus Snape       | Alan Rickman         | Den tidligere Eliksir-mester og nuværende Forsvar mod Mørkets Kræfter-lærer.                |
| Minerva McGonagall  | Maggie Smith         | Hogwarts' forvandlingslærer, stedfortrædende rektor og leder af Gryffindor.                 |
| Peter Pettigrew     | Timothy Spall        | Dødsgardist som forrådte Harrys forældre til Voldemort. Spall har ingen replikker i filmen. |
| Remus Lupus         | David Thewlis        | Medlem af Fønixordenen og tidligere Forsvar mod Mørkets Kræfter-lærer.                      |
| Molly Weasley       | Julie Walters        | Weasley matriark og en moder-figur til Harry.                                               |
| Rubeus Hagrid       | Robbie Coltrane      | Hogwarts' Nøglebærer samt Magiske Dyrs Pasning og Pleje-lærer på Hogwarts.                  |
| Luna Lovegood       | Evanna Lynch         | En nær ven af Harry, Ron, Hermione, Neville og Ginny.                                       |
| Filius Flitwick     | Warwick Davis        | Bevægelses-underviser og leder af Ravenclaw.                                                |
| Draco Malfoy        | Tom Felton           | Harrys rival og modtager af Voldemorts hemmelige mission.                                   |
| Bellatrix Lestrange | Helena Bonham Carter | En af Voldemorts vigtigste Dødsgardister og Draco Malfoys tante.                            |